# Châteauneuf-en-Thymerais

Châteauneuf-en-Thymerais este o comună în departamentul Eure-et-Loir, Franța. În 1 ianuarie 2022 avea o populație de 2.632 de locuitori.